# Сорочья флейтовая птица
Сорочья флейтовая птица (лат. Cracticus nigrogularis) — вид певчих птиц из семейства ласточковых сорокопутов (Artamidae). Выделяют два подвида. Эндемик Австралии.

## Описание
Сорочья флейтовая птица достигает длины 28—32 см и массы от 105 до 159 г; размах крыльев составляет около 51 см. Характеризуется массивным телосложением, относительно большой головой и короткими ногами. Крылья довольно длинные, в сложенном виде доходят до половины длины хвоста. Хвост длинный, с закруглённым или клиновидным кончиком. Клюв крепкий, удлинённый, кончик надклювья сильно загнут снизу. У основания клюва на уздечке есть несколько жёстких чёрных щетинок длиной до 1,5 см.
У взрослых самцов номинативного подвида голова, горло, шея и верхняя часть груди чёрного цвета, образующие характерный капюшон, который слегка блестит при ярком освещении, может немного потускнеть с возрастом. Задняя часть шеи тусклого белого цвета, образует воротник шириной около 3,2 см. Верхняя часть тела чёрного цвета, который переходит в бледно-серую полосу в области надхвостья. Кроющие перья хвоста с широкой белой полосой. Хвост чёрный с широким белым кончиком. Верхние кроющие перья крыльев чёрного цвета с широкой белой полосой, идущей от кончика плеча. Внутренние второстепенные перья белые, внутренние второстепенные кроющие — чёрного цвета, центральные — белые, внешние — чёрные и белые. Первостепенные маховые перья чёрного цвета с небольшим белым пятном у переднего края наружных перьев. Нижняя часть тела белого цвета. Радужная оболочка красновато-коричневая или тёмно-коричневая; клюв бледно-сине-серый, дистальная треть чёрная; ноги тёмно-серые. Взрослая самка или полностью похожа на взрослого самца или отличается более тускло-чёрным или черновато-коричневым цветом головы и мантии, более узким белым воротником с сероватым оттенком, меньшим по размеру белым пятном на первостепенных маховых перьях. Различия незначительны и заметны только, если видеть представителей обоих полов вместе. 

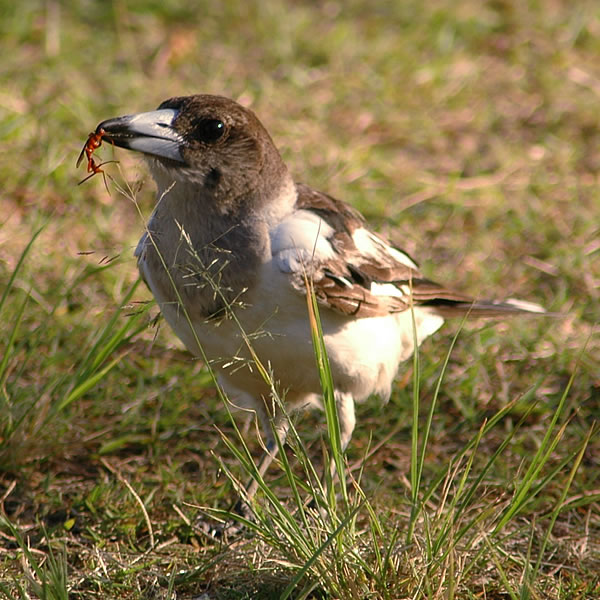
Молодая особь

Молодые особи похожи на взрослых по рисунку оперения, но отличаются коричневатой окраской оперения, отсутствием воротника, верхняя часть груди желтовато-коричневая, нижняя часть грязно-белая, клюв коричневатый. Взрослые особи подвида C. n. picatus отличаются от номинанта гораздо более широким, ярко-белым воротничком, узкой чёрной областью на спине и небольшим количеством серого на надхвостье.

## Вокализация
Песня сорочьей флейтовой птицы считается одной из самых красивых песен в семействе флейтовых птиц. Описывают три основных типа песен. Территориальная или дневная песня слышится круглогодично в дневное время, в виде соло, антифонных дуэтов или хором, представляет собой медленную последовательность протяжных нот, похожих на звуки флейты, повторяющихся, иногда меняющих высоту тона либо с резким перерывом, либо со скользящим изменением. В антифональном дуэте каждая птица поёт серию нот с различной высотой звуков. Брачная песня, вероятно, исполняемая только самцом, в сезон размножения, на рассвете и ночью, короткими сериями продолжительностью 6—7 секунд в течение 10—20 минут.
Шепчущая песня (или подпевка) слышится длительными сериями продолжительностью до 45 минут, и может включать в себя подражание пению других птиц и другие звуки. Тревожные позывки различаются в зависимости от типа угрозы.

## Питание
Сорочья флейтовая птица охотится в одиночку, иногда парами. Обычно высматривает добычу с присады, расположенной на столбе, высоком пне или ветке. Ловит добычу на земле. Время от времени может прыгать или бегать по земле в поисках пищи, иногда хватает насекомых на лету. Крупную добычу насаживает на палку, колючку или помещает в развилку ветки, расщелину и т.п. для разделки, хранения или привлечения партнёра. Сорочья флейтовая птица всеядна, питается насекомыми, такими как жуки, кузнечики, муравьи, гусеницы и тараканы, а также пауками и червями. Также в состав рациона входят позвоночные, такие как лягушки, сцинки, мыши и мелкие птицы, например, Zosterops lateralis, домовый воробей (Passer domesticus), кольчатые астрильды (Stizoptera bichenovii), чёрно-белая веерохвостка (Rhipidura leucophrys) и серый чирок (Anas gracilis). Иногда ищет объедки вокруг домов и мест для пикников. Реже питается фруктами, таких растений как фикус (Ficus coronata), Санталовые (Exocarpos cupressiformis), Дереза крепчайшая (Lycium ferocissimum) и Виноград культурный (Vitis vinifera), а также нектаром Эвкалипта (Eucalyptus miniata). Было замечено, что сорочья флейтовая птица может охотится совместно с австралийским чеглоком (Falco longipennis), либо отлавливая мелких птиц, потревоженных более крупным хищником, либо выгоняя мелких птиц из кустов, на которых затем охотится более крупная птица.

## Размножение
Сезон размножения продолжается с августа по декабрь с пиком в сентябре—октябре. Гнездо сооружается самкой и представляет собой глубокую, неопрятную открытую чашу из веток и палочек, выстланную корешками, полосками коры и травы, мехом и перьями. Гнездо размещается на высоте 3—15 м над землёй в вертикальной развилке дерева и хорошо затенено сверху листвой. В кладке 2—4 яйца размером 31—33 х 22—24 мм; окраска яиц варьируется от оливкового до коричневого, бурого, серого или зелёного цвета, с пятнами коричневого, красновато-коричневого, черновато-коричневого цвета, смешанными с чёрными точками, сконцентрированными на более толстом конце. Насиживает кладку только самка. Инкубационный период продолжается 19—21 дн. Птенцы оперяются через примерно 30 дней. Ухаживают и кормят птенцов во время нахождения в гнезде и ещё в течение месяца после вылета все члены группы, состоящей из родителей и помощников от предыдущего выводка. Молодые особи остаются в группе в течение нескольких лет, некоторые покидают группу через два года.
Отмечен гнездовой паразитизм со стороны бледной кукушки (Cacomantis pallidus) и исполинской кукушки (Scythrops novaehollandiae).

## Распространение и места обитания
Сорочья флейтовая птица является эндемиком Австралии. Встречается на большей части территории, за исключением побережья Южной Австралии, Большой Песчаной пустыни и юго-восточного побережья Нового Южного Уэльса, отсутствует на островах Бассова пролива и Тасмании. Обитает в открытых сухих склерофитовых лесах с преобладанием эвкалипта и акации, с редким или отсутствующим подлеском и наличием открытых травянистых участков. Также встречается в кустарниковых зарослях с отдельно стоящими деревьями, в основном в приречных районах с прибрежными лесами из чайного дерева (Melaleuca), казуарины (Casuarina), пандана (Pandanus) и других деревьев. Также отмечена в изменённых местах обитания, на сельскохозяйственных угодьях, в парках и садах.

## Подвиды
Выделяют два подвида:
- Cracticus nigrogularis picatus Gould, 1848 — запад и центр Южной Австралии, центр Квинсленда (запад, центр и север Австралии)
- Cracticus nigrogularis nigrogularis (Gould, 1837) — полуостров Кейп-Йорк, северо-восток Квинсленда и север Виктории (восток Австралии)